# Paterna del Campo
Paterna del Campo is een gemeente in de Spaanse provincie Huelva in de regio Andalusië met een oppervlakte van 132 km². In 2007 telde Paterna del Campo 3736 inwoners.